# 南人
南人，為元朝统治者在其辖境内划分的四等人制之一，泛指长江淮河以南的原南宋王朝统治之下的华南各地的汉族和苗壮等西南方少数民族人民。又稱南家歹、囊家歹、蠻子等。
传统说法认为，元朝时期统治者将元朝境内的人民分为四等階級，第一等为蒙古人，为元朝的“国族”，蒙古统治者称之为“自家骨肉”，第二等为色目人，第三等汉人，第四等为南人。南人在元朝的四種位階中地位最低，是指原南宋境内包括汉族在内的各民族。當時南人的人數約為六千萬人。
元朝以族群降附次序先後及政治可靠程度，分蒙古、色目、漢人、南人為四等，進而實行族群歧視政策賦予不同的身份與權利，以凸顯蒙古人之優越地位，並壓制被征服各族群；終元之世，始終奉行蒙古至上主義，優待色目人，輕視漢人、尤其歧視南人。
在元末明初，明太祖評元朝的制度：「所在官司輒以蒙古色目人為之長，但欲私其族類羈縻其民而矣」、「元时任官但贵本族，轻中国之士，南人至不得入风宪」。